# Claude Mondésert
Claude Mondésert (28 juillet 1906 – 12 septembre 1990) est un théologien jésuite français de Fourvière, à Lyon. Il est le cofondateur, avec Jean Daniélou et Henri de Lubac, de la collection « Sources chrétiennes », aux éditions du Cerf, qu'il dirige pendant près de 40 ans. Il est maître de recherche au Centre national de la recherche scientifique et membre de l'Académie des sciences, belles-lettres et arts de Lyon.

## Biographie
Spécialisé dans l'étude des Pères de l'Église et des débuts du christianisme, Claude Mondésert traduit et édite plusieurs ouvrages de Clément d'Alexandrie et de Philon d'Alexandrie.
Le 5 juin 1973 il est élu membre titulaire de l'académie des Sciences, Belles-Lettres et Arts de Lyon.
En 1977, à Lyon, il participe au colloque sur la persécution des chrétiens à Lugdunum en l'an 177.
Claude Mondésert a également consacré deux ouvrages à la congrégation de Notre-Dame de Sion et à ses deux fondateurs, Théodore et Alphonse Ratisbonne.

## Œuvres
- Les Écrits des Pères apostoliques, 1, La Didachè, 1979.
- Lire les Pères de l'Église, Sources chrétiennes, 1988.
- Inscriptions grecques et latines de la Syrie, 5, Émésèn, 1959.
- Le Monde grec ancien et la Bible, 1984.
- Clément d'Alexandrie : Introduction à l'étude de sa pensée religieuse à partir de l'Écriture, Paris, Aubier, 1944 ; réimpr., Aubier, 2008.
- Le Pédagogue, de Clément d'Alexandrie, trad. de Claude Mondésert, introduction et notes de Henri-Irénée Marrou.
- Les Stromates, de Clément d'Alexandrie, trad. de Claude Mondésert.
- Le Protreptique, de Clément d'Alexandrie, trad. de Claude Mondésert.
- Les Œuvres de Philon d'Alexandrie, 1961-1962.
- De Vita Mosis, de Philon d'Alexandrie, trad. de Claude Mondésert.
- Legum Allegoriae, de Philon d'Alexandrie, trad. de Claude Mondésert.
- Manuel pour mon fils, de Dhuoda ; introd., texte critique, notes par Pierre Riché, trad. par Bernard de Vregille et Claude Mondésert, 1975.
- « Conclusions », in CNRS (Ed.), Les Martyrs de Lyon (Colloques internationaux du centre national de la recherche scientifique, n° 575), Paris, 1978.
- La Règle de saint Benoît, conférence donnée à l'Académie des sciences, arts et belles-lettres de Lyon, 9 décembre 1980.
- Les Ursulines de l'Union romaine (avec Henri de Lubac), Lescuyer, 1956.
- Théodore et Marie-Alphonse Ratisbonne, 3 vol., Lescuyer.
- Les Religieuses de Notre-Dame de Sion, Lyon, Lescuyer, 1956.